# Vivian Maier
Vivian Dorothy Maier (n. 2 februarie 1926 - 21 aprilie 2009) a fost o fotografă stradală, de origine americană, care  s-a născut în New York, însă o bună parte din copilărie a petrecut-o în Franța. Revenind în Statele Unite ale Americii (în anii 1950), Vivian Maier a lucrat timp de 17 ani  ca dădacă în statul Chicago. Pe parcursul acestor ani ea a realizat peste 150.000 de fotografii, iar la 2 ani de la moartea sa, colecționarul american John Maloof i-a descoperit negativele.

## Copilărie și tinerețe
Vivian Maier s-a născut în 1926, în New York City și provine dintr-o familie cu origini europene: mama - Maria Jaussaud Justin, de origine franceză, și tatăl - Charles Maier, de origine austriacă. La un an după nașterea lui Vivian, părinții au divorțat. Din datele obținute de către John Maloof se pare că membrii familiei nu au păstrat legătura unii cu ceilalți.
În perioada copilăriei, Vivian Maier s-a mutat alături de mama sa în orașul alpin francez, Saint-Julien-en-Champsaur, timp de 6 ani. Ca adult s-a reîntors în oraș doar de două ori.
În 1949, Maier avea 23 și încă se afla în Franța atunci când a început să facă primele fotografii. Ea avea un Kodak Brownie, o cameră de amator cu o singură viteză a obturatorului, fără control de focalizare și fără cadran de deschidere, cu un cadru minuscul. Acesta a reprezentat o piedică pentru fotografiile stradale și de tip potret pe care Maier dorea să le realizeze. Întoarsă în New York, în 1952, Vivian Maier și-a cumpărat un aparat scump pentru acea vreme, un Rolleiflex, care a ajutat-o să-și îndeplinească viziunile artistice. Aceasta a realizat fotografie pe film, atât alb-negru cât și color.
În 1956, Vivian Maier s-a mutat în suburbiile unui oraș din Chicago, North Shore. Aici și-a găsit de lucru ca dădaca pentru o familie cu 3 băieți, familie de care s-a apropiat cel mai mult. 
Timp de 17 ani a lucrat ca dădacă pentru mai multe familii din  Chicago și a realizat peste 150,000 de negative, 3,000  de print-uri, sute de role de film alb-negru și color, casete cu înregistrări audio și video.

## Viața personală
Vivian Maier nu a fost căsătorită și nu a avut copii. Ea si-a dedicat viața fotografiei.
În perioada 1951-1965, ea a călătorit extrem de mult prin  Canada, America de Sud, Europa și Asia, Insulele Caraibe și așa mai departe. Vivian Maier a realizat o mulțime de fotografii în călătoriile sale, cele mai multe dintre ele surprinzând viețile oamenilor simpli, loviți de sărăcie.
Din punct de vedere financiar, Maier ducea o viață  la limita modestiei atunci când lucra ca bonă, însă între anii 1900 și 2000 ea a întâmpinat probleme financiare serioase, ajungând să rămână fără adăpost. A fost momentul când ea a luat o pauză de la fotografie.
Fotografiile sale depozitate au fost vândute în mai multe tranșe de către compania RPN Sales. Printre cumpărători se numără și John Maloof, omul care avea să dezvăluie arhiva personală a lui Vivian Maier.

### Deces
Vivian Maier a căzut pe gheață în Chicago, în 2008, și a fost spitalizată o perioadă lungă de timp, fără  însă a se recupera în totalitate. În 2009 a fost mutată într-un sanatoriu, iar mai târziu, pe 21 aprilie, Vivian Maier s-a stins din viață.

## Descoperirea materialelor
John Maloof, un colecționar din Chicago, a cumpărat boxa lui Viviane Maier pentru doar 380 de dolari. Arhiva pe care a descoperit-o a fost formată din 150,000 de negative, 3,000 de print-uri, sute de casete de înregistrări audio-video, interviuri, scrisori, bilete pentru mijloacele de transport în comun, haine, pălării, pantofi etc.
Maloof a cercetat și documentat viața lui Vivian Maier, a creat un site unde a încărcat sute de fotografii din arhiva personală a lui Maier, a lansat expoziții de fotografie și a realizat un film documentar „Finding Vivian Maier” (Căutând-o pe Vivian Maier), care a fost nominalizat la Oscar pentru cel mai bun documentar.
John Maloof s-a ocupat și de realizarea unor serii de cărți despre Vivian Maier și munca acesteia: „VIVIAN MAIER: STREET PHOTOGRAPHER”, „VIVIAN MAIER: A PHOTOGRAPHER FOUND”, „VIVIAN MAIER: SELF-PORTRAITS”, „VIVIAN MAIER – THE COLOR WORK”.

## Părerile apropiaților
În documentarul despre Vivian Maier, John Maloof a intervievat câteva dintre persoanele care au cunoscut-o pe fotografă. În final, părerile acestora au fost asemănătoare: Vivian Maier a fost o femeie înaltă, puternică din punct de vedere fizic, cu pas mare, greoi, care purta rochii lungi, pălării largi, pantofi bărbătești și veste din lână.  Era o colecționară înrăită, colecționa orice în cantități foarte mari. Avea aparatul mereu în jurul gâtului și făcea poze oriunde și oricui i se părea interesant, în special oamenilor care păreau că se află într-o situație financiară precară. De asemenea, ei dezvăluie și câteva aspecte referitoare la comportamentul lui Vivian Maier. Ei afirmau că aceasta devenea agresivă atunci când intrau în spațiul ei personal, când îi aranjau lucrurile sau  atunci când se afla în jurul bărbaților care se apropiat prea mult de ea. Aceștia au concluzionat interviul spunând despre Vivian Maier că era o personă retrasă, însă un artist desăvârșit.